# Caterina Moriggi
La beata Caterina Moriggi da Pallanza (Pallanza, 1437 circa – Varese, 6 aprile 1478) è stata una religiosa italiana, fondatrice dell'Ordine delle Romite Ambrosiane.

## Biografia

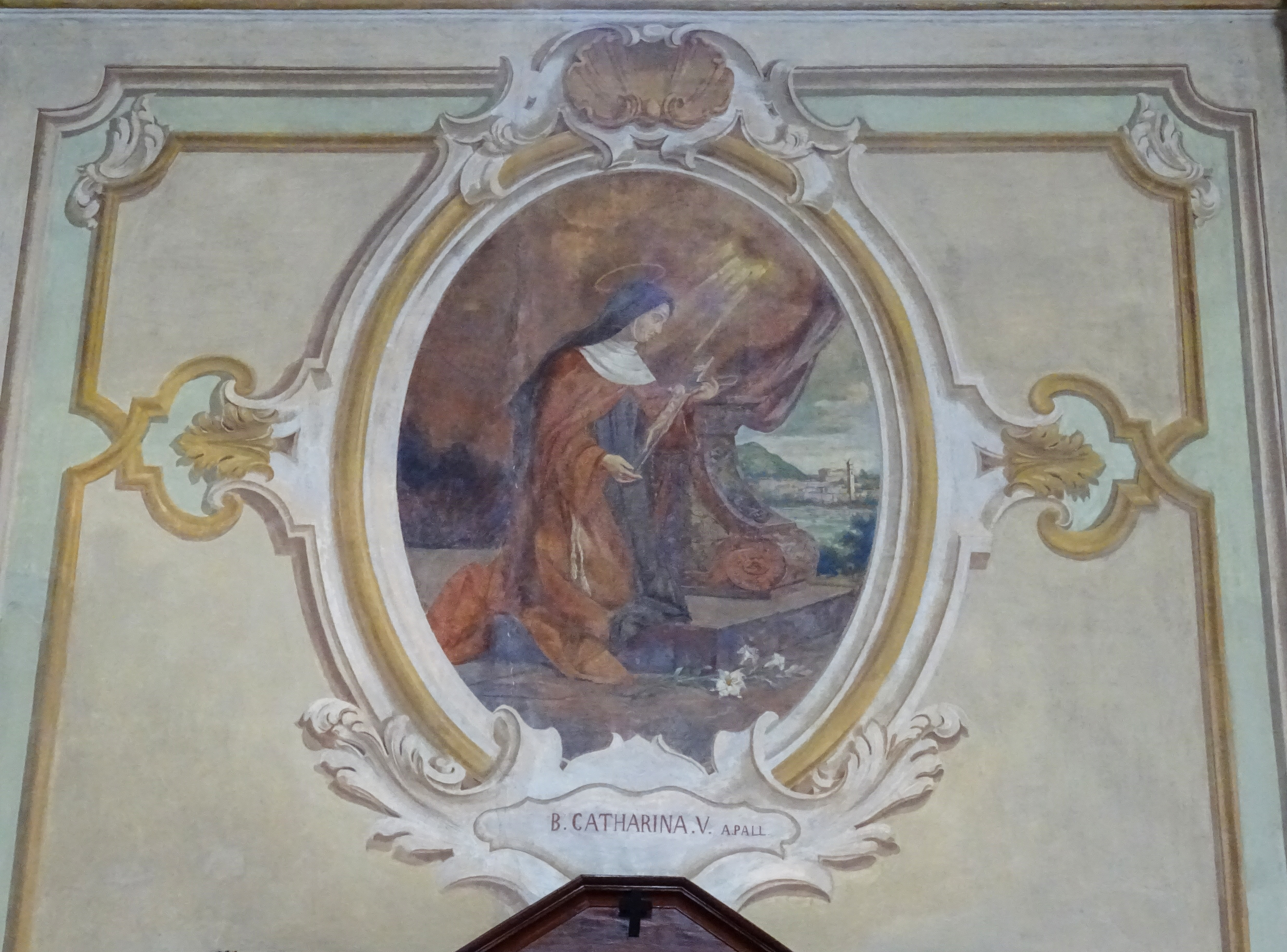
Affresco della beata nella chiesa di San Pietro a Trobaso, Verbania

Caterina nacque a Pallanza, sulle rive del Lago Maggiore, da genitori benestanti. Secondo la tradizione apparteneva all'importante famiglia dei Morigi o Moriggia, ma nei documenti quattrocenteschi il suo cognome risulta "de Ruffinis". Persa la famiglia in giovane età a causa di un'epidemia, si trasferì a Milano: attorno al 1450 si unì ad una comunità eremitica femminile attiva presso il santuario mariano di Santa Maria del Monte di Velate, attorno al quale più tardi sarebbe stato costruito il Sacro Monte sopra Varese. Si dedicò attivamente alla cura degli appestati durante un'epidemia che aveva colpito la zona attorno al 1470, a causa della quale perse tutte le sue compagne.
Caterina rimase l'unica religiosa attiva presso il santuario, ma presto si unirono a lei altre donne, tra cui Giuliana Puricelli da Busto Arsizio: il 10 novembre 1474 papa Sisto IV, su richiesta di Galeazzo Maria Sforza, consentì per loro l'erezione di un monastero sottoposto alla regola di sant'Agostino e alle costituzioni dell'Ordine di Sant'Ambrogio ad Nemus. Il 10 agosto 1476 le religiose emisero i loro voti e ricevettero il velo monacale. Caterina da Pallanza ne fu la prima badessa: alla sua morte, le succedette Giuliana Puricelli.

## Culto
Il culto tributatole sin dalla morte venne riconosciuto dalla Congregazione dei Riti il 12 settembre 1769 e papa Clemente XIV lo confermò il 16 settembre successivo.
Il Martirologio Romano fissa per la sua memoria la data del 6 aprile.